# گابریل سوتو
گابریل سوتو (اسپانیایی: Gabriel Soto‎؛ زادهٔ ۱۷ آوریل ۱۹۷۵) هنرپیشه اهل مکزیک است. وی از سال ۱۹۹۷ میلادی تاکنون مشغول فعالیت بوده‌است.
وی بازیگر سریال‌هایی همچون چهره فرشته کوچک بوده‌است.